# Landesarbeitsgericht Berlin-Brandenburg

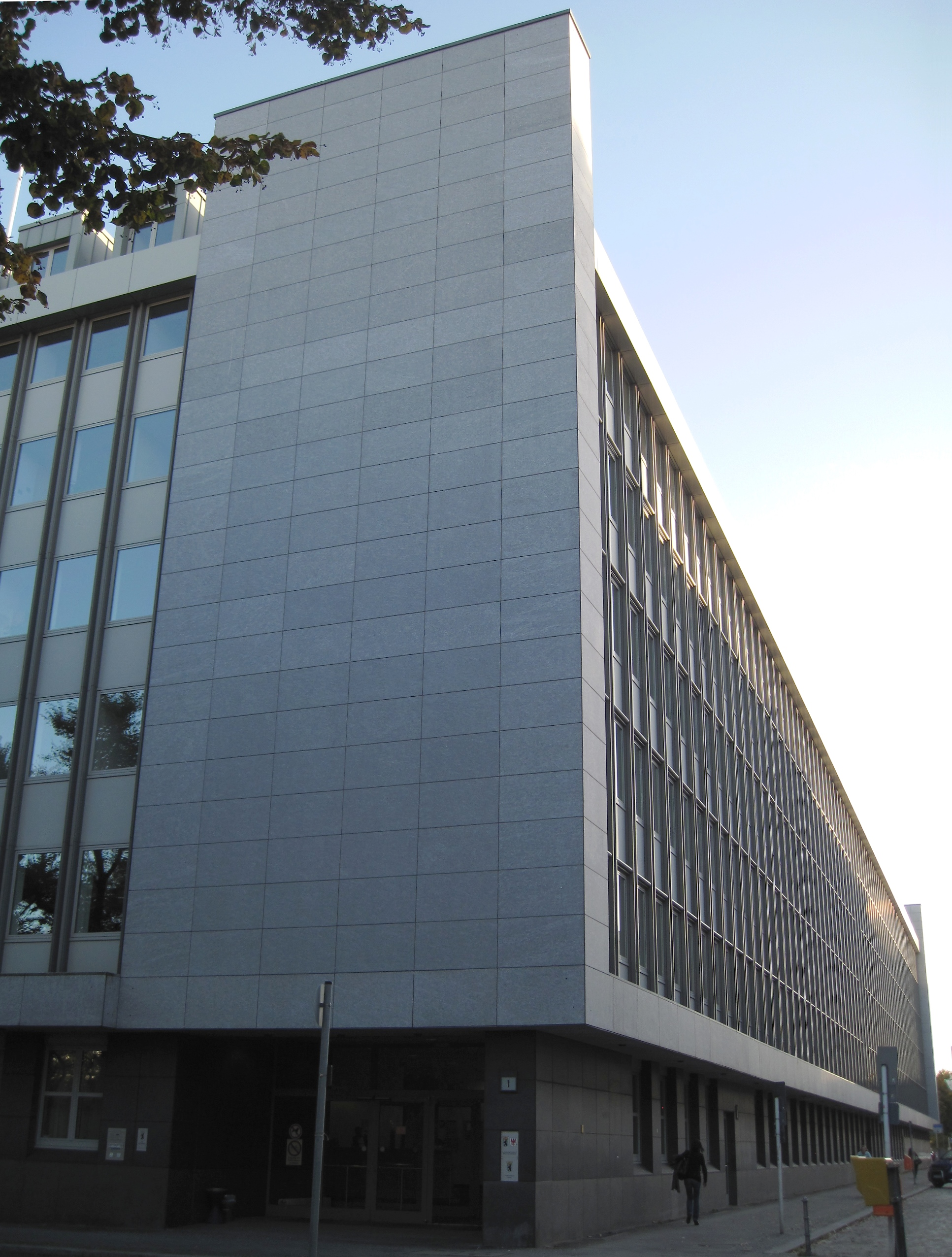
Gerichtsgebäude

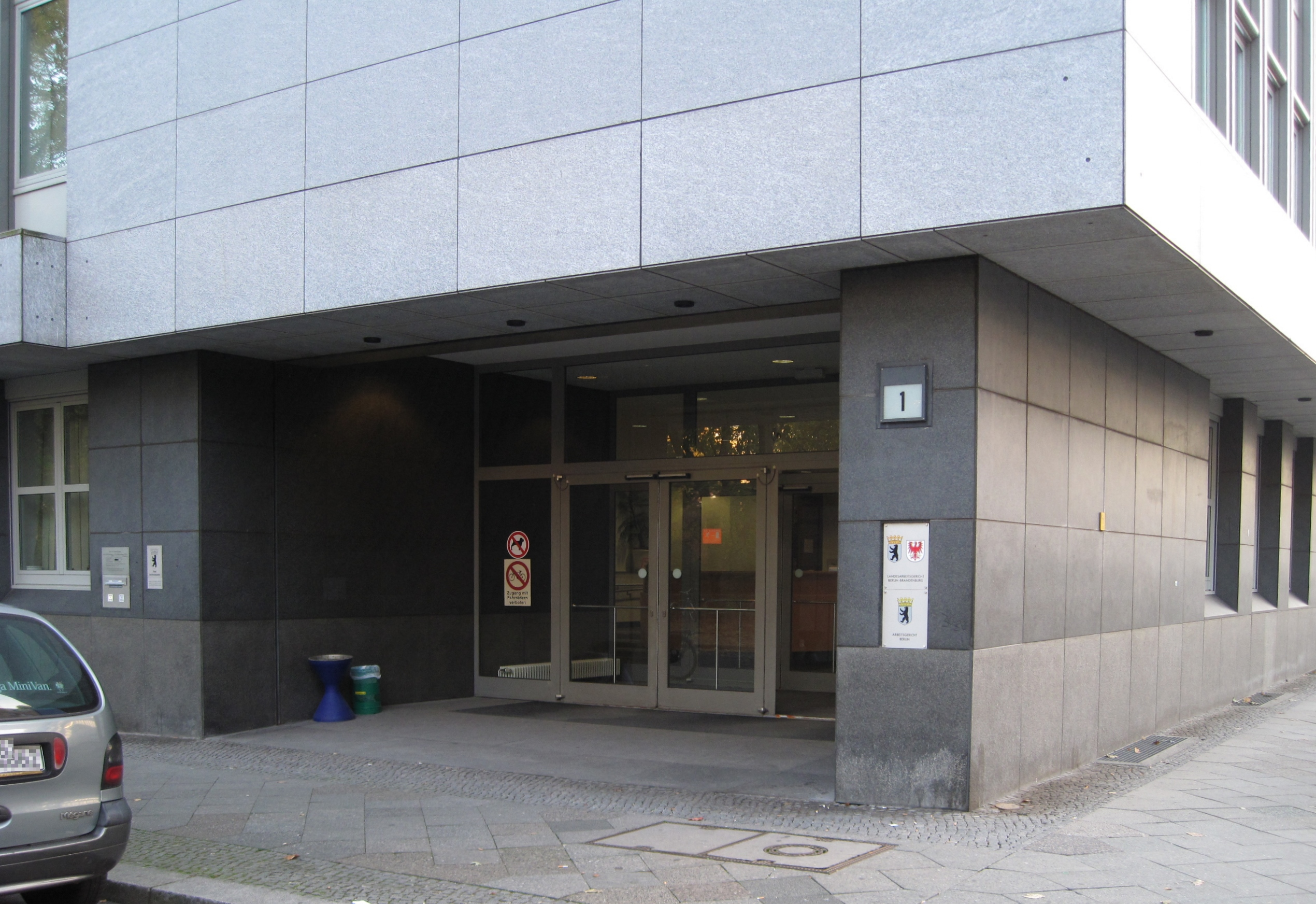
Eingangsbereich

Das Landesarbeitsgericht Berlin-Brandenburg ist ein Gericht der Arbeitsgerichtsbarkeit und das gemeinsame Landesarbeitsgericht der Länder Berlin und Brandenburg. Mit 26 Kammern ist es das größte deutsche Landesarbeitsgericht (LAG). Gründungspräsidentin war vom 1. Januar 2007 bis 1. April 2011 Karin Aust-Dodenhoff. Seit dem 1. Mai 2024 leitet Frau Dr. Andrea Baer das Gericht.

## Gerichtssitz und -bezirk
Das LAG Berlin-Brandenburg hat seinen Sitz in Berlin. Gerichtsbezirk ist das gesamte Gebiet der Bundesländer Berlin und Brandenburg.

## Gerichtsgebäude
Das Gericht ist in dem Gebäude Magdeburger Platz 1 im Bezirk Mitte untergebracht.

## Geschichte
Die Länder Berlin und Brandenburg schlossen am 26. April 2004 den Staatsvertrag über die Errichtung gemeinsamer Fachobergerichte der Länder Berlin und Brandenburg. Zum 1. Januar 2007 wurde mit dem LAG Berlin-Brandenburg das dritte dieser gemeinsamen Gerichte errichtet, das das Landesarbeitsgericht Berlin und das Landesarbeitsgericht Brandenburg ersetzte.

## Über- und nachgeordnete Gerichte
Wie jedem Landesarbeitsgericht ist dem LAG nur das Bundesarbeitsgericht übergeordnet. Nachgeordnet sind die Arbeitsgerichte Berlin, Brandenburg an der Havel, Cottbus, Frankfurt (Oder) und Neuruppin. Außerdem war es dem Arbeitsgericht Senftenberg bis zu dessen Aufhebung zum 1. Januar 2012 sowie den Arbeitsgerichten Eberswalde und Potsdam, die zum 31. Dezember 2022 aufgehoben wurden, übergeordnet.

## Leitung
- Ab 1. Januar 2007 bis 1. April 2011: Frau Karin Aust-Dodenhoff[2][3]
- 2. April 2011 bis 24. April 2014: Dr. Gerhard Binkert
- 25. April 2014 bis 28. Februar 2022: Frau Dr. Ursula Hantl-Unthan[4]
- 1. März 2022 bis 30. April 2024:  Herr Dr. Martin Fenski[5]
- Seit dem 1. Mai 2024: Frau Dr. Andrea Baer

## Bekannte Entscheidungen
Im Fall Emmely bestätigte das Landesarbeitsgericht 2009 in der Sache einer langjährig beschäftigten Kassiererin, die zwei ihr nicht gehörende Leergutbons im Gesamtwert von 1,30 Euro eingelöst haben soll, die erstinstanzliche Entscheidung, wonach die fristlose Kündigung rechtens sei. Das Bundesarbeitsgericht hob die Entscheidung am 10. Juni 2010 auf und erklärte die Kündigung für unverhältnismäßig.